# Грищенко Дмитро Ілліч
Дмитро Ілліч Грищенко (1920—1998) — радянський господарський діяч, в 1960—1986 директор мелітопольського заводу «Холодмаш» ім. 30-річчя ВЛКСМ (пізніше ПЗ «Мелітопольхолодмаш», нині «Рефма»). Почесний громадянин Мелітополя (1988).

## Біографія
Народився 1920 року в селі Новокостянтинівка.
У 1938 році вступив на робітфак Інституту механізації сільського господарства в Мелітополі.
З початком Великої Вітчизняної війни курсант 3-го Харківського танкового училища, в листопаді 1941 року евакуйованого в Самарканд. Був залишений при училищі викладачем вогневої справи — лейтенант, командир взводу курсантів, нагороджений медаллю «За перемогу над Німеччиною».
Після війни повернувся до Мелітополя, у 1947—1957 роках — головний механік, потім головний енергетик Мелітопольського дизельного заводу.
1952 року був обраний депутатом Мелітопольської міської ради народних депутатів.
У 1957—1960 роках — другий секретар Мелітопольського міськкому партії.
З 1960 до 1986 року — директор заводу «Холодмаш» ім. 30-річчя ВЛКСМ, який 1976 року став іменуватися ВО «Мелітопольхолодмаш».
За Грищенка завод перетворився на гіганта індустрії, ставши найбільшим у СРСР виробником холодильної техніки, продукція якого мала попит і за кордоном.
Приділяв увагу соціальній сфері: на заводі було обладнано медпункти та зубні кабінети, кабінет лікувальної фізкультури. Завод надавав шефську допомогу школам та профтехучилищам.
Багато соціальних і культурних об'єктів Мелітополя було зведено створеним Грищенком при заводі будівельним управлінням. Силами працівників заводу було збудовано багатоповерхові будинки, п'ять дитячих садків, піонерський табір, базу відпочинку «Лазурний», ДК «Жовтень».
1986 року вийшов на пенсію.
Помер 1998 року в Мелітополі.

## Нагороди та звання
- Ордени Жовтневої Революції, Трудового Червоного Прапора (2);
- Медалі «За трудову доблесть», «За доблесну працю» та «За перемогу над Німеччиною у Великій Вітчизняній війні 1941—1945 рр.»;
- Почесна Грамота Президії Верховної Ради УРСР.
- Звання «Заслужений машинобудівник Української РСР»;
- Знак «Відмінник охорони здоров'я СРСР».
- Звання «Почесний громадянин Мелітополя» (1988).

## Пам'ять
У 2008 році до цього безіменна площа біля прохідної заводу була названа площа Грищенка.
У 2016 році на фасаді будинку № 25 на Проспекті Богдана Хмельницького, де мешкав Д. І. Грищенко, було встановлено меморіальну дошку.